# Alebachew Niguse
 (décembre 2022).
République fédérale démocratique d'Éthiopie
Alebachew Niguse (Ge'ez: አለባቸው ንጉሴ) est un des 112 membres du Conseil de la Fédération éthiopien. Il est un des 17 conseillers de l'État Amhara et représente le peuple Amhara.